# John Campbell (1845-1914)

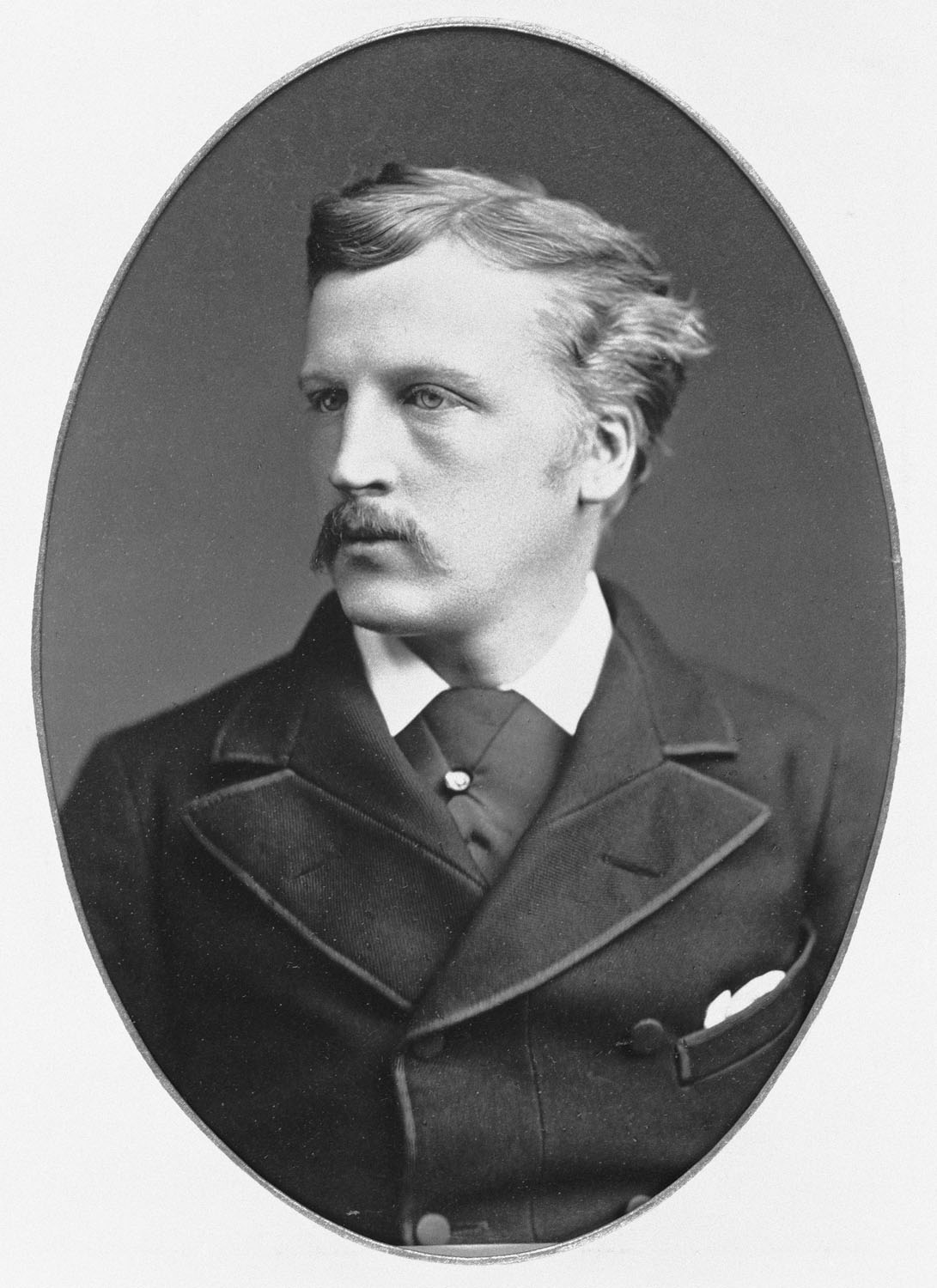
De hertog van Argyll

John Douglas Sutherland Campbell, negende hertog van Argyll (Londen, 6 augustus 1845 - Kensington Palace, 2 mei 1914), was een lid van de Britse adel en de vierde gouverneur-generaal van Canada van 1878 tot 1883. Bij het volk kreeg hij bekendheid toen hij huwde met prinses Louise van het Verenigd Koninkrijk, een dochter van koningin Victoria.

## Leven

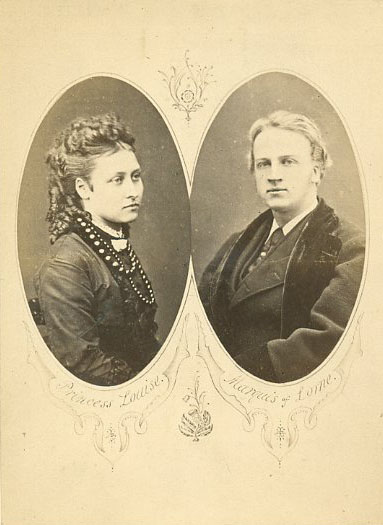
De verlovingskaart van John en Louise

John George Edward Henry Douglas Sutherland Campbell werd geboren in 1845 te Londen als oudste zoon van George Campbell, de latere achtste hertog van Argyll. Zijn vader droeg toen de titel Markies van Lorne, en was de erfgenaam van zijn vader John Campbell, zevende hertog van Argyll. Zijn moeder was Elizabeth Georgiana Leveson-Gower, dochter van hertog George Sutherland-Leveson-Gower, en hofdame van koningin Victoria. Toen John bijna twee jaar oud was, werd zijn vader de nieuwe hertog van Argyll, de titel Markies van Lorne ging toen over op John. Hij werd onderwezen te Edinburgh Academy, Eton College, de Universiteit van St Andrews, Trinity College te Cambridge, en hij studeerde aan de Royal College of Art in Londen.
Op 21 maart 1871 trad John in het huwelijk met prinses Louise van het Verenigd Koninkrijk, de vierde dochter van koningin Victoria en wijlen prins-gemaal Albert van Saksen-Coburg en Gotha. Dit huwelijk was niet geheel onomstreden. Het was namelijk het eerste huwelijk sinds 1515 dat een Engelse prinses trouwde met een onderdaan van de Britse vorst. Het was toen prinses Maria, zusje van koning Hendrik VIII. Ze huwde in het geheim Charles Brandon, een vriend van Hendrik VIII. John en Louise deelde hun liefde voor de kunsten. Maar het paar leefde liever gescheiden, en kreeg uiteindelijk ook geen kinderen. Louise was overigens het enige kind van koningin Victoria, die geen kinderen kreeg. De Markies van Lorne ging omstreden vriendschappen aan met mannen, en hij werd ervan verdacht homoseksueel te zijn.
In 1878 werd hij benoemd tot gouverneur-generaal van Canada. Het paar werd groots onthaald in Canada, want voor het eerst zou Rideau Hall, de officiële residentie van de gouverneur-generaal van Canada, een koninklijke bewoner hebben. Hij ontwikkelde een grote liefde voor Canada en haar bewoners. Hij stimuleerde het oprichten van ontelbare stichtingen en instituten. Hij had ook ontmoetingen met de eerste bewoners van Canada. Te Rideau Hall hielden hij en prinses Louise veel verschillende feesten en ontmoetingen.

## Latere leven
Prinses Louise keerde in 1881 terug naar Engeland, en twee jaar later volgde ook John. Toen zijn vader op 24 april 1900 stierf, werd hij de negende hertog van Argyll. Volgens de Engelse adel werd hij de tweede hertog van Argyll, want de titel was pas sinds 1892 opgenomen in de Engelse adel.
De hertog stierf op 2 mei 1914 te Kensington Palace Londen. Prinses Louise overleed op 3 december 1939. Als hertog werd hij opgevolgd door Niall Campbell, oudste zoon van Lord Archibald Campbell, een jongere broer van John.
- Bibsys: 90705526
- CiNii: DA14189889
- Gemeinsame Normdatei: 101640021
- International Standard Name Identifier: 0000 0001 2132 3237
- Library of Congress Control Number: n82071859
- Nationale bibliotheek van Australië: 35942187
- Nationale Bibliotheek van Israël: 987007303013705171
- Nationale Bibliotheek van Polen: a0000001740534
- Nederlandse Thesaurus van Auteursnamen: 123552354
- Réseau des bibliothèques de Suisse occidentale: 02-A023511555
- Istituto Centrale per il Catalogo Unico: TESV005000
- SNAC: w6md9p7c
- Système universitaire de documentation: 124845347
- Museum of New Zealand Te Papa Tongarewa: 62510
- Trove: 1156548
- Virtual International Authority File: 49595748